# Vertir Airlines
Vertir Airlines war eine armenische Flug- und Frachtfluggesellschaft mit operativem Sitz in Jerewan und Basis auf dem Flughafen Jerewan.

## Geschichte
Vertir Airlines war eine armenische Fluggesellschaft, die von 2007 bis 2016 in Betrieb war. Sie hatte ihren Sitz in Jerewan, der Hauptstadt Armeniens, und operierte hauptsächlich vom Flughafen Jerewan aus, dem internationalen Flughafen der Stadt. Vertir Airlines bot sowohl Passagier- als auch Frachtflüge an, was für eine kleine Fluggesellschaft in einer Region wie dem Südkaukasus von besonderem Interesse war. Vertir Airlines war eine von mehreren Firmen, die laut dem US-Handelsministerium als Mittelsmänner für die iranische Fluggesellschaft Mahan Air agierte, um die von den USA festgelegten Handelssanktionen gegen den Iran zu umgehen. Als Folge ihrer Beteiligung an diesen Aktivitäten wurde Vertir Airlines auf die "Entity List" des US-Handelsministeriums gesetzt. Dies bedeutet, dass das Unternehmen weitgehend davon ausgeschlossen wurde, sanktionierte Waren aus den USA zu kaufen, insbesondere Flugzeugteile und andere kritische Komponenten.

## Flotte
| Flugzeugtyp                   | Anzahl | Luftfahrzeugkennzeichen               | Anmerkungen |  |
| ----------------------------- | ------ | ------------------------------------- | ----------- |  |
| Boeing 747SR-81(SF)           | 1      | EK-74711                              | [ 4 ]       |  |
| Airbus A300B4-600/A300B4-600R | 4      | EK-30068; EK-30098; EK30018; EK-30064 | [ 5 ]       |  |
| Airbus A310                   | 2      | EK31047; EK-31095                     | [ 6 ]       |  |
| Airbus A320                   | 3      | EK-32054; EK-32303; EK-32312          | [ 7 ]       |  |
| Gesamt                        | 10     |                                       |             |  |